# Сумостров (деревня)
Су́мостров — деревня в составе Сумпосадского сельского поселения Беломорского района Республики Карелия.

## География
Расположена в восточной части острова Сумостров и частично на восточном берегу озера Сумозеро.

## История
Деревня Сумостров, состоящая из 17 домов, вновь образована в 2014 г. на месте существовавшего в XIX—XX веках села с таким же названием.

В окрестностях деревни находится ряд памятников археологии неолитической эпохи (IV−I тыс. до н. э.)

## Население
| 2014 |
| ---- |
| 0    |